# مسجد جامع جوینان
مسجد جامع جوینان مربوط به سدهٔ ۶ و ۷ ه.ق - دوره قاجار است و در شهرستان کاشان، بخش قمصر، روستای جوینان واقع شده و این اثر در تاریخ ۲۴ اسفند ۱۳۸۳ با شمارهٔ ثبت ۱۱۵۷۳ به‌عنوان یکی از آثار ملی ایران به ثبت رسیده است.